# トデゲン
トデゲン（ペルシア語: توداکان / Tödägän）は13世紀のジョチ・ウルスの人物である。モンケ・テムルの子、トクタの兄弟にあたる。またルーシの年代記（レートピシ）中では「Дюдень」と名を記録されており、ロシア史に関する日本語文献ではこれに基づく「デュデン」を用いているものがある。

## 事績
13世紀後半（モンゴルのルーシ侵攻以降）、ウラジーミル大公国領では、アレクサンドル・ネフスキーの子ドミトリーとアンドレイが、ウラジーミル大公位を巡って政権闘争を繰り広げていた。この情勢に際し、トデゲンは1293年、アンドレイ側に立って軍事介入を行った。ロシア史においては、これをデュデンの侵寇という。この介入はノガイの依頼に従ったという説、ノガイの権勢増大を望まないトクタの命によるとする説、立案はアンドレイであり、アンドレイがトダ・モンケに要請したとみなすべきとする説がある。トデゲンはこの介入において、モスクワを含む、スーズダリ、ウラジーミル、ムーロム、コロムナなど14のルーシの都市を荒廃させた。

## 子
デュデンの子チョルハン(ru)はトヴェリ公国に対し強権を発動したため、1327年、トヴェリ公国民の蜂起（トヴェリ蜂起）によって殺害された。